# Mission Ramakrishna
La mission Ramakrishna (en bengali : রামকৃষ্ণ মিশন) est une organisation religieuse indienne qui est au cœur d'un  mouvement spirituel mondial connu sous le nom de mouvement Râmakrishna ou mouvement védanta. La mission est une organisation philanthropique et bénévole fondée le 1er mai 1897 par Swami Vivekananda, principal disciple de Ramakrishna. La mission mène des travaux d'envergure dans les soins de santé, de secours en cas de catastrophe, de gestion rurale, d'enseignement primaire et d'enseignement supérieur, et de la culture. Elle utilise les efforts combinés de centaines de moines et de milliers de disciples. La mission se base sur les principes du karma yoga.
La mission, qui a son siège près de Kolkata à Belur Math à Howrah dans l'Ouest du Bengale, souscrit à l'ancienne philosophie hindoue du Védanta. Elle est affiliée à l'organisation Ramakrishna Math, avec qui elle partage ses membres.
En France, le Centre védantique Ramakrishna existe depuis 1948.

## Vue d'ensemble

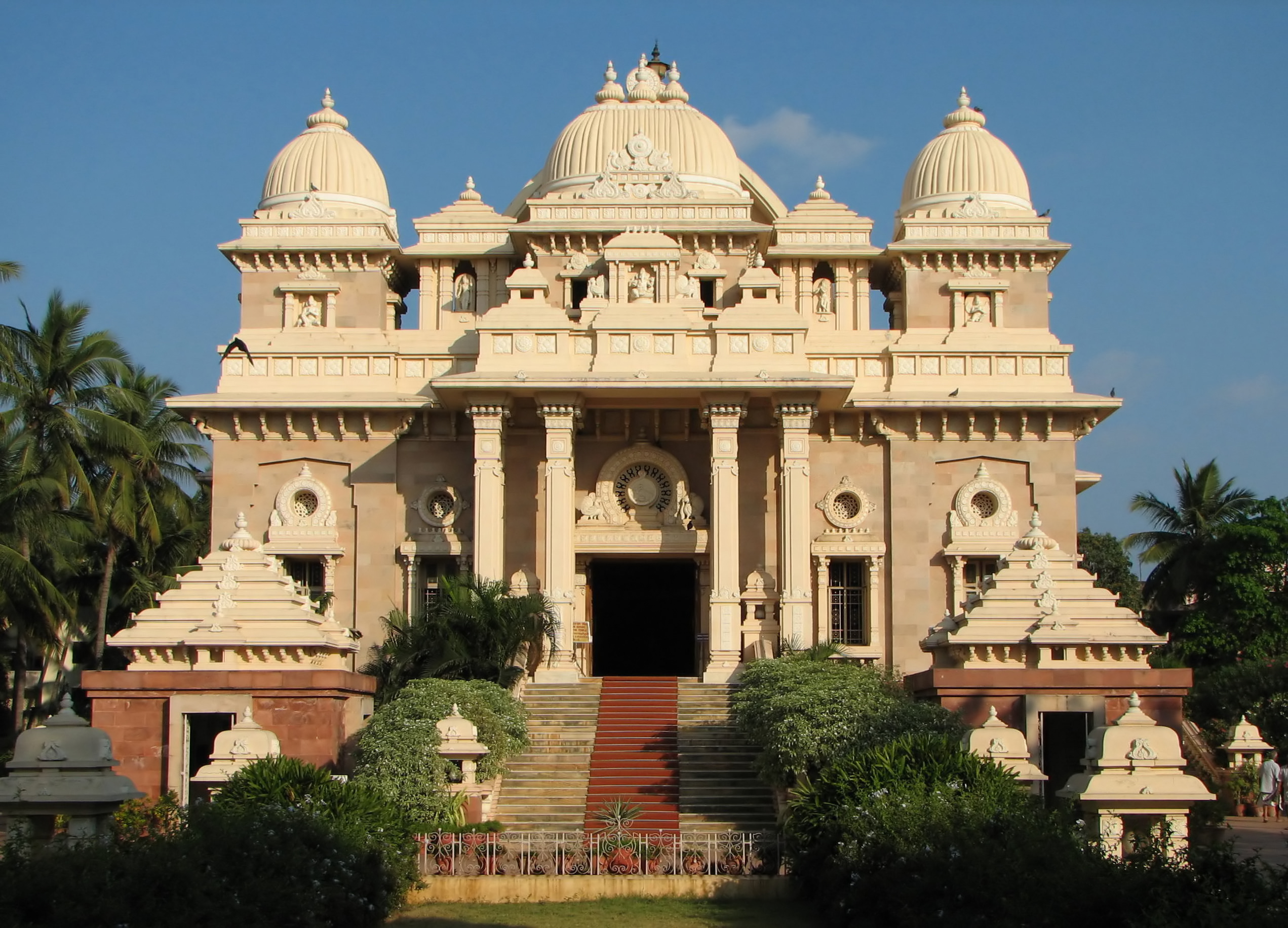
Universel Temple de Sri Ramakrishna Chennai

La Math et la Mission sont les deux principales organisations qui dirigent les travaux socio-religieux du mouvement Râmakrishna, influencé par le saint Râmakrishna Paramahamsa du XIXe siècle et fondé par son principal disciple Vivekananda.
Aussi appelé l'Ordre de Râmakrishna, la Math est le mouvement monastique de l'organisation. Fondée par Vivekananda en 1886, la Math se concentre principalement sur la formation spirituelle et la propagation de ses enseignements.
La Mission, fondée par Vivekananda en 1897, est une organisation humanitaire qui mène des programmes médicaux, d'assistance et éducatifs. Les deux organisations ont leur siège social à Belur Math. La Mission a acquis un statut juridique au moment de son inscription, en 1909, en vertu de la Loi XXI de 1860. Sa gestion est confiée à un conseil d'administration. Bien que la Mission de ses branches soient une entité juridique distincte, elles sont étroitement liées à Math. Les conseillers élus de Math servent également au conseil d'administration de la Mission. La Société Védanta constitue la branche américaine du Mouvement et  travaille davantage dans le champ purement spirituel plutôt que la protection sociale.

## L'histoire

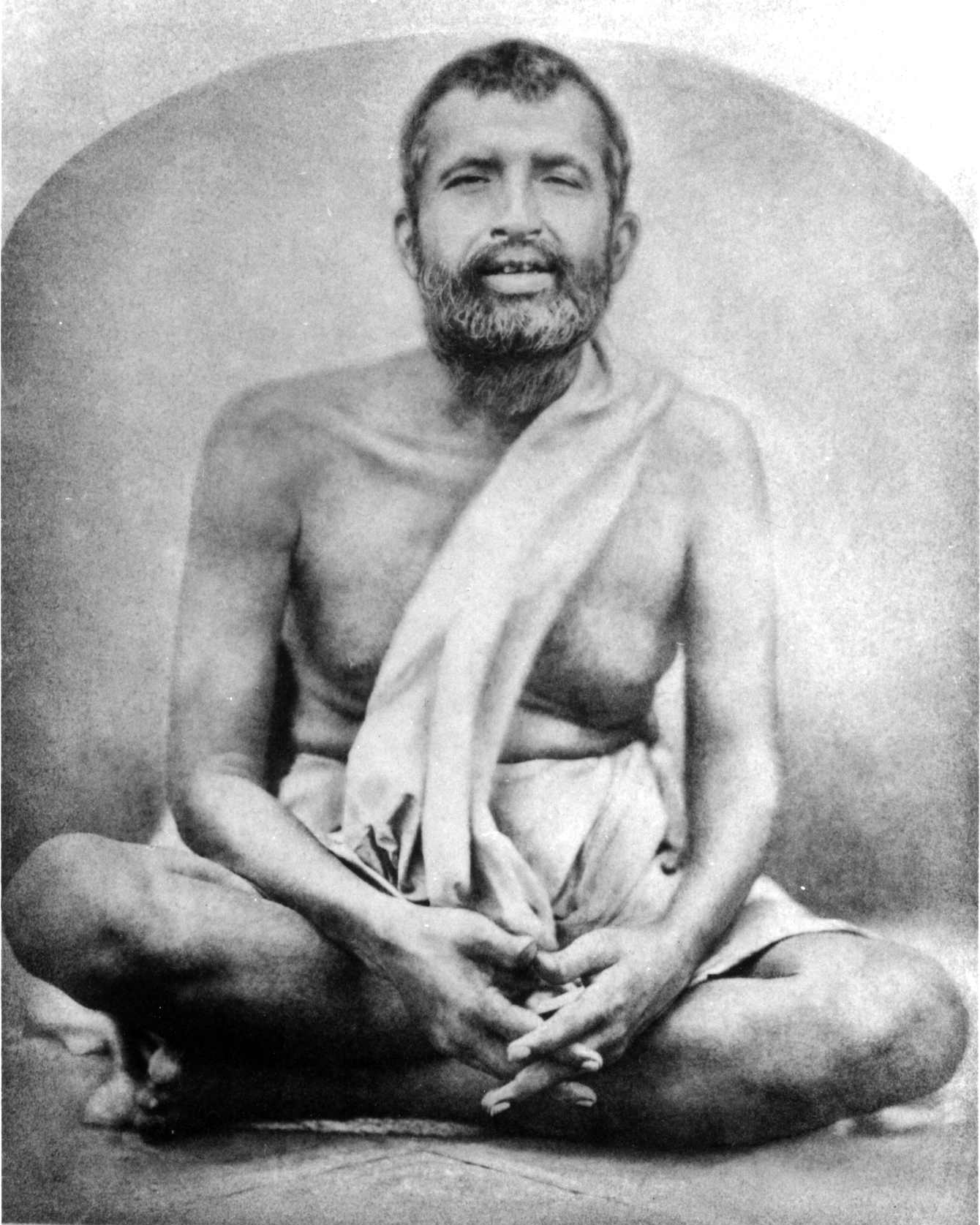
Ramakrishna Paramahansa

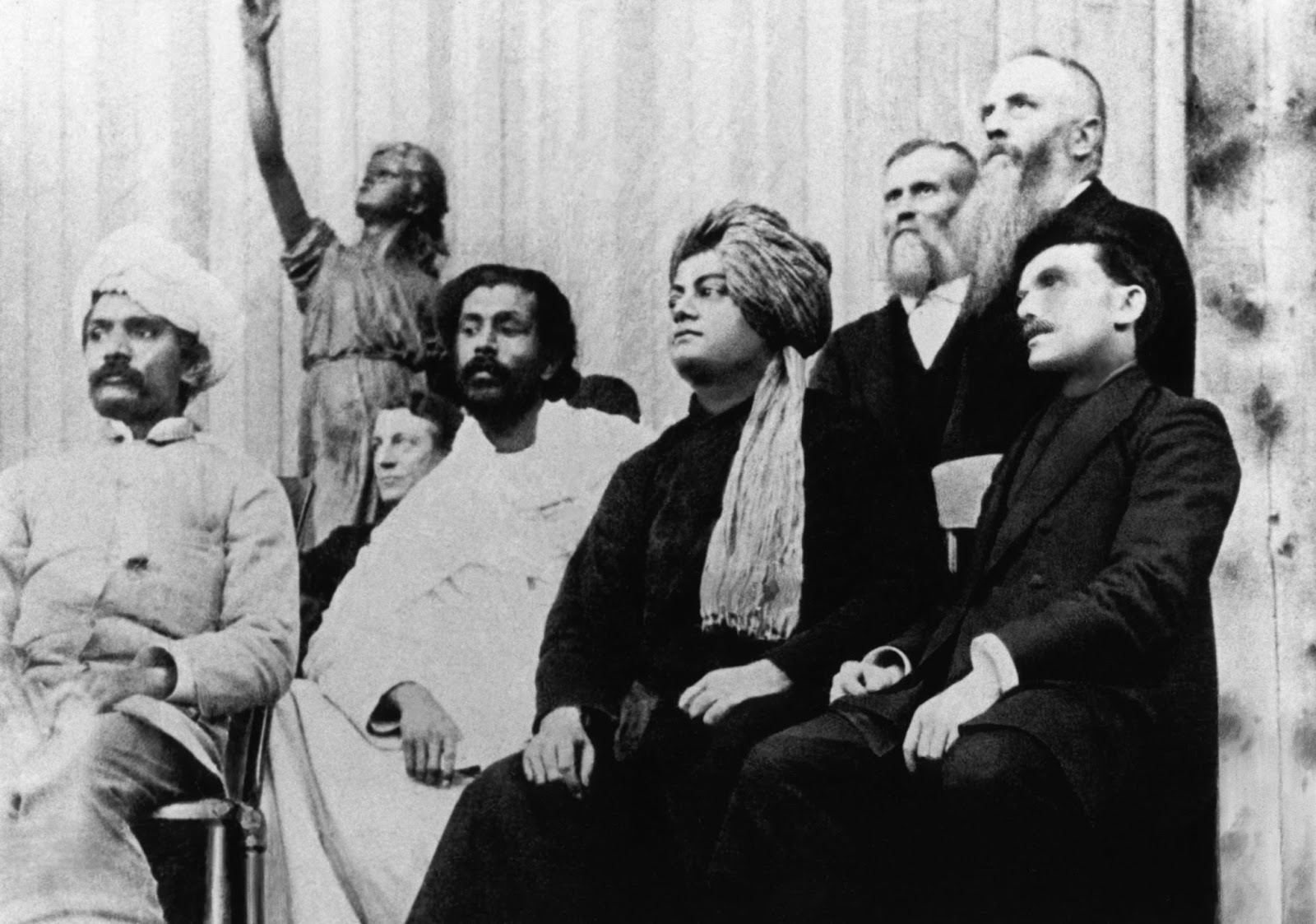
Swami Vivekananda au Parlement des Religions

Râmakrishna Paramahansa (1836-1886), considéré comme un saint du XIXe siècle, est l'inspirateur de l'Ordre des moines de Râmakrishna et est considéré comme le fondateur spirituel du Mouvement Râmakrishna,. Râmakrishna est un prêtre du temple de Kali de Dakshineswar et a attiré plusieurs disciples monastiques et chef de famille. Narendranath Dutta, qui devint plus tard Vivekananda est l'un des principaux disciples monastiques. Selon Vrajaprana, peu de temps avant sa mort, en 1886, Râmakrishna donne des vêtements couleur ocre à ses jeunes disciples, qui ont l'intention de devenir des renonçants. Râmakrishna confie le soin de ces jeunes garçons à Vivekananda. Après la mort de Râmakrishna, les jeunes disciples de Râmakrishna se réunissent et pratiquent les disciplines spirituelles. Ils prennent des vœux monastiques informels une nuit qui, à leur agréable surprise, s'avère être la veille de Noël, en 1886.
Après la mort de Râmakrishna en 1886, les disciples forment le premier monastère de Math à Baranagore. Plus tard, Vivekananda devient un moine errant et, en 1893, il est délégué au Parlement des Religions du Monde de 1893. Son discours, qui commence par "mes sœurs et mes frères d'Amérique" devient célèbre et lui apporte une reconnaissance générale. Vivekananda fait des tournée de conférences et tient des discours privés sur l'hindouisme et de la spiritualité. Il fonde également la première Société Védanta des États-Unis, à New York. Il retourne en Inde en 1897, et fonde la Mission Râmakrishna le 1er mai 1897. Alors qu'il est un moine hindou et est salué comme le premier missionnaire hindou des temps modernes, il exhorte ses disciples à être fidèles à leur foi, mais dans le respect de toutes les religions du monde, suivant l'enseignement de son guru Râmakrishna qui proclamait que toutes les religions sont des voies de Dieu. Un exemple de son exhortation est que l'on peut être né dans une église, mais que l'on ne doit pas mourir dans une église au sens que l'on doit comprendre les vérités spirituelles par soi-même et ne pas croire aveuglément les doctrines enseignées. La même année, la lutte contre la famine commence à Sargachi par Swami Akhandananda, un disciple direct de Râmakrishna. Swami Brahmananda, un disciple direct de Râmakrishna, est nommé premier président de l'Ordre. Après la mort de Vivekananda, en 1902, Sarada Devi, la partenaire spirituelle de Râmakrishna, joue un rôle important à titre consultatif à la tête d'une organisation naissante monastique. Gayatri Spivak écrit que Sarada Devi « a joué son rôle avec beaucoup de tact et de sagesse, en restant toujours en arrière-plan ».

## L'Administration
La Math Râmakrishna est administrée par un conseil d'administration démocratiquement élu. Le conseil d'administration élit le président, les vice-présidents, le secrétaire général, les secrétaires adjoints et le trésorier. Pour la confirmation de l'élection du président, des vice-présidents et du secrétaire général, l'avis des moines de plus de vingt ans est demandé.
Une branche de la Math Râmakrishna est gérée par une équipe de moines mis en poste par les fiduciaires et dirigée par un moine chef ayant le titre de Adhyaksha. Une branche de la Mission Râmakrishna est régie par un comité de gestion composé de moines et laïcs nommés par le conseil d'administration de la Mission Râmakrishna, dont le secrétaire, presque toujours un moine, occupe le poste de chef de direction.
Tous les moines de l'Ordre de Râmakrishna forment la base démocratique de l'administration. Ils forment l'organisation qu'est le Parlement de la Nation. Une assemblée représentant tous les moines a lieu tous les trois ans, à Belur Math, au cours des mois d'octobre–novembre. Cette réunion est maintenant connue sous le nom de « conférence des moines » et dure trois jours. Quelques mois avant la conférence, tous les moines sont informés de la date et sont invités à suggérer des sujets de discussion et à envoyer des résolutions à débattre. L'ordre du jour est finalisé sur la base des propositions reçues. Le premier jour de la conférence, le secrétaire général, au nom de tous les conseillers élus, remet le rapport de toutes les activités qui ont pris place dans l'organisation, pendant les années précédant leur dernière rencontre. Les comptes sont ensuite passés en revue, puis est examiné le rapport d'activité ainsi que le procès-verbal de la précédente conférence. Les propositions de moines sont votées, si nécessaire.
Ainsi, la conférence des moines joue un rôle constitutionnel très important en plaçant son sceau d'approbation sur les décisions prises par les fiduciaires élus par eux et en donnant des orientations pour la poursuite des travaux de l'organisation.
La première conférence officielle a lieu en 1935. La dernière est la 25e conférence qui a lieu les 5, 6 et 7 novembre 2015.
Le champ d'application de l'administration suit les règles détaillées faites par Swami Vivekananda quand il était le président de la Mission Râmakrishna. Ces règles sont formées lorsque les frères monastiques en 1898 souhaitaient qu'il y ait des règles spécifiques pour le travail de la Mission Râmakrishna (ainsi que le Mouvement Râmakrishna est communément connu). Elles sont dictées par Swami Vivekananda à Swami Suddhananda, entre 1898 et 1899, et sont acceptées avec le consensus de tous les moines de la Mission Râmakrishna, alors composée de tous les disciples de Sri Râmakrishna et de leurs disciples. Plus tard, pour une confirmation juridique claire et formelle de ces règles, un acte de confiance est enregistré par Swami Vivekananda et plusieurs autres disciples de Sri Râmakrishna en 1899-1901.

## La devise et les principes
Les objectifs et les idéaux de la Mission sont de nature purement spirituels et humanitaires, et n'ont aucune connexion avec le monde politique. Vivekananda a proclamé « la renonciation et le service » comme le double idéal national de l'Inde moderne et le travail de la mission est de s'efforcer à les pratiquer et les prêcher. Les activités de service sont basés sur le message de « Jiva est Shiva » de Ramakrishna et le message de Vivekananda « Daridra Narayana » indique que le service aux pauvres est le service de Dieu. Les principes des Upanishads et du Yoga dans la Bhagavad-Gita, réinterprétés à la lumière de la vie et les enseignements de Ramakrishna est la principale source d'inspiration pour la Mission. Les activités de service sont considérées comme de véritables manifestations du Divin. La Devise de l'organisation est Atmano Mokshartham Jagad-hitaya Cha. Traduit du Sanskrit आत्मनॊ मोक्षार्थम् जगद्धिताय च, cela signifie Pour son propre salut, et pour le bien du monde.

## Ordre Monastique
Après la mort de Ramakrishna en 1886, ses jeunes disciples s'organisent dans un nouvel ordre monastique. Le monastère d'origine à Baranagar, connu sous le nom de la Math Baranagar, est ensuite déplacé vers la région de Alambazar en 1892, puis dans le jardin de la maison de Nilambar Mukherjee, au sud de la présente Belur Math en 1898, avant d'être finalement transféré en janvier 1899 après l'acquisition d'un nouveau terrain à Belur dans le district de Howrah par Vivekananda. Ce monastère, connu sous le nom de Belur Math, sert de maison-mère pour tous les moines de l'Ordre qui vivent dans les différents centres de la Math et/ou de la Mission, dans les différentes parties de l'Inde et du monde.
Tous les membres de l'Ordre reçoivent une formation et l'ordination (sannyasa) à Belur Math. Un candidat à la vie monastique est considéré comme un pré-stagiaire au cours de la première année de son séjour dans un centre et en tant que stagiaire durant les quatre années suivantes. À la fin de cette période, il est ordonné dans le célibat (Brahmacharya) et prend certains vœux (Pratijna), dont les plus importants sont la chasteté, le renoncement et le service. Après une nouvelle période de quatre ans, s'il est jugé apte, il est ordonné (le sannyasa) et lui est donné les vêtements couleur ocre (gerua) à porter.

## Attitude à l'égard de la politique
Swami Vivekananda, avec une étrange vision de l'avenir, interdisait strictement à son organisation de participer à tout mouvement ou activité politique, parce que, selon lui, le moine est un citoyen du monde, un homme de Dieu et qu'il n'a pas à se méler de politique. Même si, dans les premières années, beaucoup ne sont pas d'accord avec lui, plus tard l'histoire prouve que Vivekananda avait raison.
Cependant, actuellement près de 95 % de ces moines possèdent des cartes d'électeur qui est obligatoire pour des raisons d'identification et en particulier pour les voyages. Mais ils l'utilisent uniquement pour des fins d'identification et non de vote. En tant qu'individus, les moines de Ramakrishna peuvent avoir des opinions politiques, mais celles-ci ne sont pas destinées à être discutées en public.
La Mission a, toutefois, accompagné la liberté de mouvement, avec une section de moines maintenant des relations étroites avec les combattants de la liberté de différents camps. Un certain nombre de révolutionnaires politiques ont rejoint plus tard l'Ordre de Ramakishna.

## Emblème
Conçu et expliqué par Swami Vivekananda avec ses propres mots :
Les vagues ondulantes de l'image symbolisent le Karma, le lotus, la Bhakti et le soleil levant, Jnana. Le serpent enveloppant est révélateur du yoga et de la Kundalini Shakti éveillée, tandis que le cygne dans l'image représente Paramatman (le Soi Suprême). Par conséquent, l'idée de l'image est que par l'union du Karma, du Jnana, de la Bhakti et du Yoga, la vision de Paramatman est obtenue.

## Activités

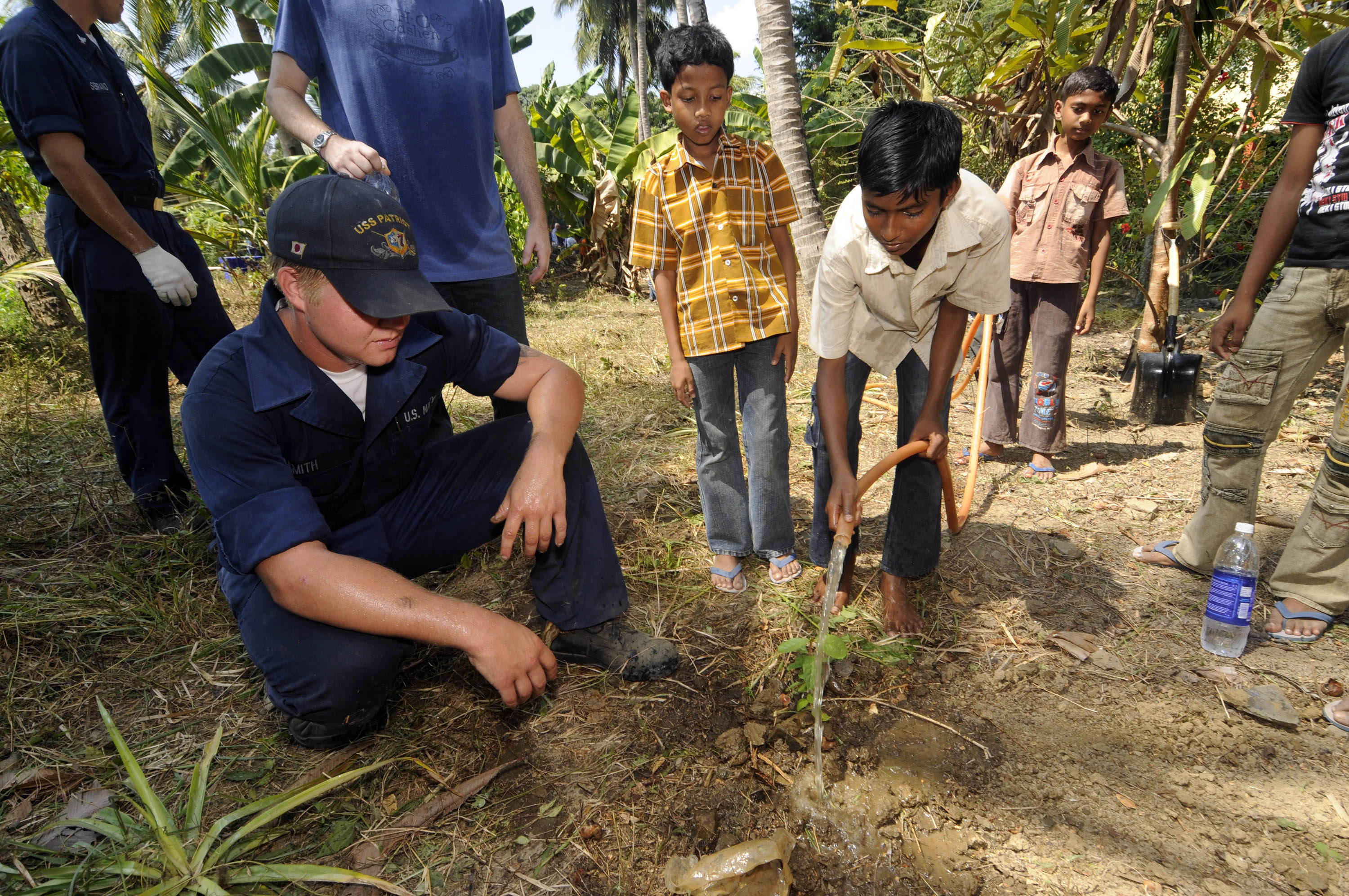
Un matelot affecté à la lutte contre les mines du navire USS Patriote qui défriche la terre pour planter un verger de grenadiers, de goyaviers et de citronniers à la mission.

Les principaux ouvriers de la mission sont les moines. Les activités de la mission portent sur les domaines suivants :
- L'éducation
- Les soins de santé
- Les activités culturelles
- L'élévation de la ruralité
- Le bien-être tribal
- Le mouvement de la jeunesse, etc.

La mission a ses propres hôpitaux, dispensaires de bienfaisance, cliniques de maternité, cliniques contre la tuberculose et dispensaires mobiles. Elle maintient également des centres de formation pour les infirmières. Les orphelinats et les foyers pour personnes âgées sont inclus dans le champ d'action de la mission, ainsi que les travaux de bien-être rural et tribal.
La mission a mis en place de nombreux établissements d'enseignement de renom en Inde, ayant sa propre université, ses établissements d'enseignement supérieur, ses centres de formation professionnelle, ses écoles primaires et secondaires, ses instituts de formation des enseignants, ainsi que des écoles pour handicapés visuels. Il a également été impliqués dans les opérations de secours en cas de catastrophe, pendant la famine, épidémies, incendies, inondations, tremblements de terre, cyclones et catastrophes communales.
La mission a joué un rôle important dans l'installation de systèmes d'éclairage à énergie solaire photovoltaïque dans les Sundarbans, la région de l'ouest du Bengale (actuel Bangladesh). En raison des caractéristiques géographiques des Sunderbans, il est très difficile d'étendre le réseau à l'ensemble de sa population. L'énergie solaire a été utilisée pour fournir de l'électricité à des personnes qui étaient traditionnellement au kérosène et au diesel.

### Les activités religieuses
La mission est une organisation non-sectaire, et ignore la distinction des castes.
Les activités religieuses de l'ashrama de Ramakrishna comprennent satsang et arati. Satsang comprend des prières, des chants, des rituels, des discours, de la lecture et de la méditation. Arati implique une cérémonie en agitant des feux devant l'image d'une divinité et est effectuée deux fois par jour. Les ashramites observent les grands festivals Hindous, y compris Maha Shivarathri, Rama Navami, Krishna Asthami et Durga Puja. Ils donnent également une place spéciale pour les anniversaires de Ramakrishna, Sarada Devi, Swami Vivekananda et d'autres disciples monastiques de Ramakrishna. Le 1er janvier est célébré comme jour du Kalpataru.
La Math et la Mission sont connus pour leur tolérance religieuse et le respect des autres religions. Parmi les premières règles fixées par Swami Vivekananda étaient : « le respect et la révérence devraient être accordés à toutes les religions, tous les prédicateurs, et aux divinités adorées dans toutes les religions ». L'acceptation et la tolérance de toutes les religions est l'un des idéaux de la Math Ramakrishna et de la Mission. Avec les grands festivals hindous, la veille de Noël et l'anniversaire du Bouddha sont également très observés,,. Cyril Veliath de l'université de Sophia écrit que les moines de la Mission Ramakrishna sont un ensemble de moines relativement orthodoxes qui sont « extrêmement respectés à la fois en Inde et à l'étranger » et qu'ils « ne peuvent être classés comme une autre secte ou culte, comme les groupes dirigés par les gourous ». Veliath écrit que « de tous les groupes hindous avec qui j'ai travaillé, j'ai trouvé la Mission Ramakrishna être la plus tolérante et ouverte au dialogue, et je crois que nous, chrétiens, ne pouvions pas faire mieux que de coopérer sans réserve dans leurs efforts en faveur de l'harmonie inter-religieuse. Bob Robinson écrit : « Contrairement à d'autres organisations hindoues militantes, la mission a constamment préconisé et elle-même montré une attitude tolérante et amicale envers les traditions religieuses minoritaires et une compréhension sympathique avec au moins certaines des écritures de ces croyances ».

## Prix et mentions
- Prix de la Fondation Bhagwan Mahavir (1996)[28].
- Prix national Dr Ambedkar (1996)[28].
- Prix du service tribal Dr Bhawar Singh Porte (1997-98)[28].
- En 1998, la Mission a reçu du gouvernement Indien le prestigieux Prix Gandhi pour la paix[29],[30].
- Prix Shahid Vir Narayan Singh (2001)[28].
- Prix Pt. Ravishankar Shukla (2002)[28].
- Prix national de L'Harmonie Communale (2005).
- La Mission Ramakrishna a été sélectionnée pour une mention d'honneur du Prix UNESCO-Madanjeet Singh pour la promotion de la tolérance et de la non-violence 2002.
- L'ashram de la Mission Ramakrishnade à Narainpur dans l'état de Chhattisgarh a été sélectionné pour le 25e Prix Indira Gandhi pour l'intégration nationale pour l'année 2009, avec le musicien A. R. Rehman, pour leurs services dans la promotion et la préservation de l'intégration nationale.

Dans un discours prononcé en 1993, Federico Mayor, Directeur Général de l'UNESCO, a déclaré :
« Je suis vraiment frappé par la similitude de la constitution de la Mission de Ramakrishna que Vivekananda a établie dès 1897 avec celle de l'UNESCO établie en 1945. Les deux placent l'être humain au centre de leurs efforts de développement. Les deux placent la tolérance au sommet de l'ordre du jour pour construire la paix et la démocratie. Les deux reconnaissent la diversité des cultures et des sociétés humaines comme un aspect essentiel du patrimoine commun ».
- En 2015, la Mission Ramakrishna est reconnue comme ONG en relation officielle avec l’Unesco.

## Controverse
En 1980, dans un acte qui a causé un « débat considérable » au sein de l'ordre, la Mission a demandé aux tribunaux de faire en sorte que leur organisation et leur mouvement soient déclarés comme une religion de minorité non-hindoue. De nombreuses générations de moines et d'autres ont été d'avis que la religion proposée et pratiquée par Ramakrishna et ses disciples est très différente de celle pratiquée par les masses hindoues. Ils ont soutenu que la Ramakrishna « Néo-Vedanta » est une vraie version des idéaux du Vedanta. Donc, il a été sincèrement ressenti que cela rendait les adeptes de Ramakrishna éligibles au statut juridique de « minorité ». Il est possible que la cause immédiate de cet appel pour le statut de minorité fut parce qu'il y avait un danger pour que le gouvernement marxiste local prenne le contrôle de ses établissements d'enseignement, à moins qu'ils ne puissent invoquer la protection supplémentaire accordée par la Constitution indienne aux religions minoritaires. Alors que la Haute Cour de Calcutta a accepté les arguments de la Mission Ramakrishna, la Cour suprême de l'Inde a statué contre la Mission en 1995. La Mission a considéré qu'il était souhaitable de laisser les choses en l'état. Aujourd'hui, elle reste une organisation hindoue .

## Les différents centres
En 2020, la Math et la Mission ont plus de 200 centres dans le monde entier : 141 en Inde, 14 au Bangladesh, 13 aux États-Unis, 2 en Russie et un en Argentine, en Australie, au Brésil, au Canada, aux Fidji, en France, en Allemagne, Japon, Malaisie, île Maurice, Népal, Pays-Bas, Singapour, Afrique du Sud, Sri Lanka, Suisse et Royaume-Uni. En outre, il y a peu de sous-centres attaché à certains de ces centres. La Math et la Mission ont 748 établissements d'enseignement (dont 12 établissements d'enseignement supérieur, 22 lycées, 41 écoles secondaires, 135 écoles d'autres niveaux, 4 écoles polytechniques, 48 centres de formation professionnelle, 118 auberges, 7 orphelinats, etc.) avec une population totale de plus de 200 000 étudiants. Outre ces centres, il existe environ un millier de centres non affiliés (appelés « centres privés ») dans le monde entier ouverts par les dévots et les adeptes de Sri Ramakrishna et Swami Vivekananda.

Les centres de l'Ordre de Ramakrishna en dehors de l'Inde se divisent en deux grandes catégories. Dans des pays tels que le Bangladesh, le Népal, le Sri Lanka, aux Fidji et à l'île Maurice, la nature des activités de service est très semblable à l'Inde. Dans d'autres parties du monde, notamment en Europe, au Canada, aux États-Unis, au Japon et en Australie, le travail est principalement centré sur la transmission du Vedanta, l'ouverture inter-religieuse, la publication de livres et de revues et à l'orientation personnelle en matière spirituelle. De nombreux centres en dehors de l'Inde sont appelés « Société Vedanta » ou « Centre Vedanta ».

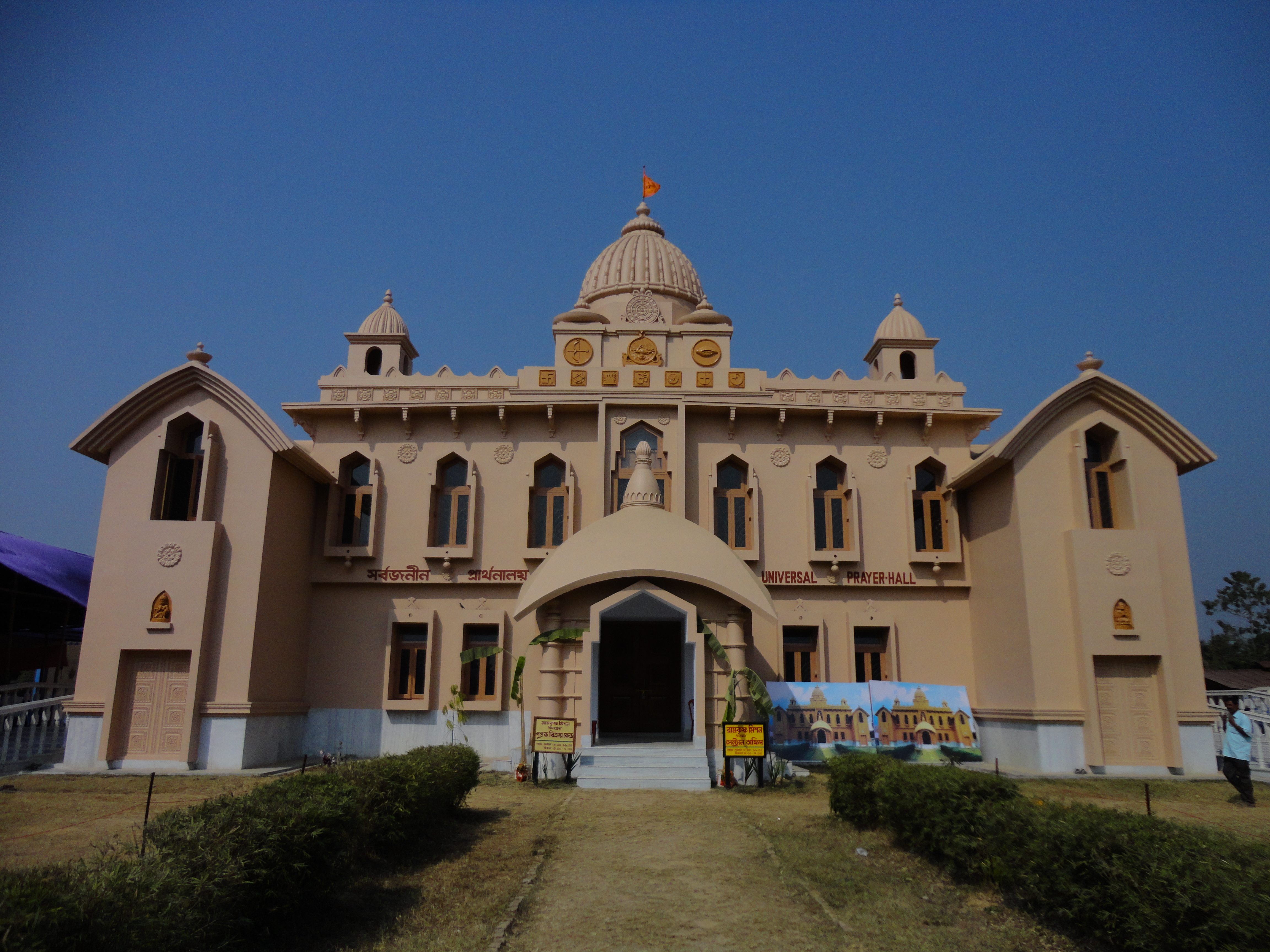
Ramakrishna Mission, Agartala.

La salle de prière universelle de la Math Ramakrishna et de la Mission Ramakrishna, Agartala, a été inaugurée le 7 février 2012 par le vice-président de Belur Math, Smaranananda ji Maharaj. Cela a constitué une partie des célébrations du 150e anniversaire de Vivekananda. Le projet et la célébration sont à la suite d'efforts laborieux de Purnatmanandaji Maharaj, secrétaire de la branche Agartala du Belur Math.

## En France
Le Centre védantique Ramakrishna fut créé à Gretz en 1948. 
Swami Siddheswarananda fut envoyé à Paris en 1937. Il y donna de nombreuses conférences avec succès, d'abord chez Monsieur et Madame Marcel Sauton qui l'hébergeaient et lui ont consacré leur vie, puis dans les universités de la Sorbonne, de Toulouse ou encore de Montpellier.
C'est en 1948, qu'il eut la possibilité d'installer les activités qui s'étaient développées dans la propriété de Gretz.
Depuis lors, le Centre est actif dans de nombreux domaines, entre autres la transmission du Védanta, des différentes formes de yoga et l'ouverture au dialogue inter-religieux.

## Les Présidents de la Math Ramakrishna et de la Mission Ramakrishna
Voici la liste des présidents (chefs spirituels) de l'ordre monastique :
- Swami Vivekananda (1897 -1901) (fondateur & président général)

À partir de 1901, le terme « président-général » a été abandonné, et le terme « président » a été adopté.
1. Swami Brahmananda (1901-1922)
2. Swami Shivananda (1922-1934)
3. Swami Akhandananda (1934-1937)
4. Swami Vijnanananda (1937-1938)
5. Swami Shuddhananda (1938-1938)
6. Swami Virajananda (1938-1951)
7. Swami Shankarananda (1951-1962)
8. Swami Vishuddhananda (1962-1962)
9. Swami Madhavananda (1962-1965)
10. Swami Vireshwarananda (1966-1985)
11. Swami Gambhirananda (1985-1988)
12. Swami Bhuteshananda (1989-1998)
13. Swami Ranganathananda (1998-2005)
14. Swami Gahanananda (2005-2007)
15. Swami Atmasthananda (2007–2017)